# Cláudio Assis
Cláudio Assis (Caruaru, 19 de dezembro de 1959) é um cineasta brasileiro.
Do início de sua carreira como ator e cineclubista em Caruaru, até a direção do primeiro longa-metragem Amarelo Manga (2002), o diretor construiu uma trajetória que inclui a direção e produção de curtas, documentários e longas. Estes últimos são resultado de profunda reflexão sobre a linguagem cinematográfica e seus meios de produção. Seus longas são projetos de baixo orçamento, embora na tela não transpareçam as dificuldades e limitações enfrentadas para a realização. Entre seus trabalhos de direção destacam-se  Baixio das Bestas (2006), premiado nos festivais de Brasília, Roterdã, Miami e Paris; Amarelo Manga, premiado em Brasília, Toulouse (França), Miami e Fortaleza; Chico Science – Retratos Brasileiros (2008) e Vou de Volta (2007).
Também diretor dos curtas O Brasil em Curtas 06 - Curtas Pernambucanos (1999), Texas Hotel (1999), Viva o Cinema (1996), Soneto do Desmantelo Blue (1993) e Henrique (1987).
Em 2011 estreou seu longa-metragem Febre do Rato no Festival de Cinema de Paulínia, levando diversas premiações.

## Filmografia
| Ano  | Título                                       | Creditado como | Creditado como | Creditado como | Tipo                          |
| Ano  | Título                                       | Diretor        | Roteiro        | Produção       | Tipo                          |
| ---- | -------------------------------------------- | -------------- | -------------- | -------------- | ----------------------------- |
| 1987 | Henrique                                     | Sim            | Não            | Não            | Curta-mertragem               |
| 1993 | Soneto do Desmantelo Blue                    | Sim            | Não            | Não            | Curta-mertragem               |
| 1995 | Punk Rock Hardcore                           | Sim            | Sim            | Não            | Curta-metragem (documentário) |
| 1996 | Viva o Cinema                                | Sim            | Não            | Não            | Longa-metragem (documentário) |
| 1999 | Texas Hotel                                  | Sim            | Sim            | Sim            | Curta-metragem                |
| 1999 | O Brasil em Curtas 06 - Curtas Pernambucanos | Sim            | Não            | Não            | Curta-metragem                |
| 2002 | Amarelo Manga                                | Sim            | Não            | Sim            | Longa-metragem                |
| 2006 | Baixio das Bestas                            | Sim            | Sim            | Sim            | Longa-metragem                |
| 2007 | Eu Vou de Volta                              | Sim            | Sim            | Não            | Média-metragem (documentário) |
| 2011 | Febre do Rato                                | Sim            | Não            | Sim            | Longa-metragem                |
| 2016 | Big Jato                                     | Sim            | Não            | Sim            | Longa-metragem                |
| 2019 | Piedade                                      | Sim            | Sim            | Sim            | Longa-metragem                |

## Prêmios
- Ganhou o prêmio Melhor Longa-Metragem de Ficção, por "Big Jato" no Festin (Lisboa) em 2017.[1]

- Ganhou o prêmio Melhor Filme Ficção , por "Febre do rato" no Festin (Lisboa) em 2012.[2]
- Ganhou o  prêmio Melhor Filme Ficção (R$ 250 mil), por "Febre do rato" no Festival de Paulínia em 2011.
- Ganhou o Fórum de Cinema Novo do Festival de Berlim, por Amarelo Manga (2003)
- Ganhou o prêmio de melhor filme e prêmio dos críticos do Festival de Cinema de Brasília por Amarelo Manga (2003) e Baixio das Bestas (2006)
- Ganhou o Tigre de Ouro de melhor filme no Festival Internacional de Cinema de Roterdã por Baixio das Bestas (2006)
- Ganhou o troféu APCA de melhor diretor no por Amarelo Manga (2002)
- Ganhou o prêmio de melhor primeiro trabalho no Festival de Havana pelo filme Amarelo Manga (2002)
- Indicado ao Grande Prêmio Brasileiro de Cinema nas categorias de melhor diretor por Amarelo Manga (2002) e melhor curta-metragem por Texas Hotel (1999)